# 尼泊尔共产党（联合） (2007年)
尼泊尔共产党（联合）是尼泊尔的一个已不存在的共产主义政党。该党成立于2007年，从尼泊尔共产党（联合马列）中分裂出来。Sunil Babu Pant是总书记。2008年，尼泊尔第一个公开的同性恋代表Sunil Babu Pant被选为制宪会议议员，他是尼泊尔共产党（联合）的党员。2017年，该党并入尼泊尔共产党（毛主义中心）。